# Категорії лікарських засобів за впливом на вагітність
Категорія лікарських засобів за впливом на вагітність (англ. pregnancy category) — це оцінка ризику пошкодження людського плоду внаслідок застосування фармакологічного препарату, якщо його застосовує відповідно до інструкції жінка під час вагітності. Категорія не включає жодних ризиків, зумовлених лікарськими засобами або їх метаболітами в грудному молоці.

## США
Американське законодавство вимагає, щоб лікарські засоби та біологічні продукти були спеціально позначені. У розділі 21, Частина 201.57 (9)(i) [Архівовано 15 вересня 2003 у Wayback Machine.] Кодексу Федеральних правил перераховані конкретні вимоги щодо маркування лікарських засобів щодо їх впливу на вагітність, включаючи визначення категорії «Категорія лікарських засобів по впливу на вагітність». Дотримання цих правил вимагає FDA.
Щоб доповнити цю інформацію, FDA публікує додаткові правила маркування щодо вагітності та лактації.
Проте FDA не регулює маркування для всіх небезпечних і безпечних речовин.
| Категорія | Опис ризику застосування препаратів для плоду |
| --------- | --- |
| A         | Не існує ризику в контрольованих дослідженнях людини. Адекватні та добре контрольовані дослідження людини не показали ризику для плоду в першому триместрі вагітності (і немає жодних доказів ризику в наступних триместрах). |
| B         | Не існує ризику в інших дослідженнях. Дослідження в галузі розмноження тварин не показали ризику для плоду, а також не було проведено адекватних та добре контрольованих досліджень у вагітних жінок. АБО дослідження на тваринах виявили несприятливий ефект, але адекватні та добре контрольовані дослідження у вагітних жінок не продемонстрували ризику для плоду в будь-якому триместрі. |
| C         | Ризик не виключений. Дослідження в галузі розмноження тварин продемонстрували несприятливий вплив на плід, а також відсутні адекватні та добре контрольовані дослідження у людей, але потенційні переваги можуть вимагати застосування препарату у вагітних жінок, попри потенційні ризики.                                                                                                   |
| D         | Позитивні докази ризику. Існує позитивне свідчення про ризик для розвитку плоду людини на основі даних про побічні реакції, отримані внаслідок дослідницького або маркетингового досвіду або досліджень у людей, але потенційні переваги можуть вимагати застосування препарату у вагітних жінок, попри потенційні ризики.                                                                    |
| X         | Протипоказання під час вагітності. Дослідження з тваринами чи людьми продемонстрували аномалію плоду та / або існують позитивні дані про ризик розвитку плоду, ґрунтовані на основі даних про побічні реакції, отримані внаслідок дослідницького або маркетингового досвіду, і ризики, пов'язані з використанням препарату у вагітних, явно переважають потенціал вигоди.                     |
| N         | FDA ще не класифікувала препарат у певну категорію за ризиком для вагітності. |

Однією з характеристик визначення FDA категорій ризику для вагітності є те, що FDA вимагає відносно великої кількості високоякісних даних щодо лікарського засобу для включення його до категорії A. Внаслідок цього багато ліків, які включені в інших країнах до категорії А, включені FDA до категорії C.

### Правила маркування ризиків для вагітності та лактації грудня 2014 року
13 грудня 2014 року FDA опублікувала остаточне правило про маркування препаратів за впливом на вагітність і лактацію (Pregnancy and Lactation Labeling Final Rule, PLLR), яке змінило вимоги до маркування розділів щодо особливостей застосування при вагітності та годування грудьми для рецептурних ліків та біологічних агентів. Остаточне правило зняло категорію списків вагітності та створило описові підгрупи під час виявлення вагітності та ризику, лактації та впливу на репродуктивний потенціал для чоловіків та жінок. Правило не впливає на маркування безрецептурних препаратів.

## Австралія
Австралія має дещо відмінну від США систему категоризації препаратів за ризиком для плоду – зокрема в підрозділі Категорії B (для ліків у B1, B2 та B3 дані по людях є недостатніми чи неадекватними. Субкатегоризація базується на даних по тваринах, і поміщення до категорії B не передбачає більшої безпечності препаратів, ніж до категорії C). Систему, описану нижче, було розроблено медичними та науковими експертами й експертками з опором на доступні докази ризиків, пов'язані з прийомом окремих ліків під час вагітності. Вона узагальнена і не є медичним довідником для медичного персоналу чи широкого загалу.
Деякі посібники, такі як Australian Medicines Handbook, відходять від використання категорій за ризиком для плоду, що застосовувались раніше, з характерним цим категоріям вбудованим припущенням, що алфавітний порядок описує безпечність, коли це не зовсім так. Категоризація не позначає, на які стадії розвитку плоду можуть впливати препарати, та не містить інформації про баланс між ризиками й користю в конкретних ситуаціях. Крім того, зміст категорій необов'язково узгоджений з оновленими доступними даними.
| Категорія | Опис виявленого ризику для плоду та приписи щодо застосування препаратів |
| --------- | --- |
| A         | Препарати, котрі приймала велика кількість вагітних жінок та жінок репродуктивного віку без зростання частоти спостережених дефектів (патологій) розвитку чи інших прямих або непрямих шкідливих ефектів для плоду. |
| B1        | Препарати приймала обмежена кількість вагітних жінок та жінок репродуктивного віку, без зростання частоти спостережених дефектів (патологій) розвитку чи інших прямих або непрямих шкідливих ефектів для плоду. Дослідження на тваринах не засвідчили зростання частоти ушкоджень плоду.                                                           |
| B2        | Препарати приймала обмежена кількість вагітних жінок та жінок репродуктивного віку, без зростання частоти спостережених дефектів розвитку чи інших прямих або непрямих шкідливих ефектів для людського плоду. Дослідження на тваринах неадекватні чи можуть бути недостатніми, але доступні дані не засвідчують зростання частоти ушкоджень плоду. |
| B3        | Препарати приймала обмежена кількість вагітних жінок та жінок репродуктивного віку, без зростання частоти спостережених дефектів розвитку чи інших прямих або непрямих шкідливих ефектів для людського плоду. Дослідження на тваринах засвідчили зростання частоти ушкоджень плоду, значимість яких визнана сумнівною для людей.                   |
| C         | Препарати, які, через їх фармацевтичні ефекти, спричинювали чи можуть спричинювати зворотні шкідливі ефекти на людський плід чи новонароджених, але не спричинюють патологій (дефектів розвитку). |
| D         | Препарати, які спричинювали чи можуть спричинювати зростання частоти дефектів (патологій) чи незворотніх ушкоджень людського плоду. Також можуть мати побічні ефекти. |
| X         | Препарати з високим ризиком спричинення незворотньої шкоди плоду, що не мають застосовуватися під час вагітності чи коли вона імовірна. |

## Німеччина
| Категорія | Група | Опис |
| --------- | --- | ---- |
| Група 1   | Комплексні дослідження на людях та дослідження на тваринах не виявили ембріотоксичності / тератогенності препарату.                                                 |      |
| Група 2   | Комплексні дослідження на людях не виявили ембріотоксичності / тератогенності препарату.                                                                            |      |
| Група 3   | Комплексні дослідження на людях не виявили ембріотоксичності / тератогенності препарату. При цьому, препарат виявляє токсичність / тератогенність для плоду тварин. |      |
| Група 4   | Немає адекватних та добре контрольованих досліджень впливів препарату на людей. Дослідження на тваринах не виявили ембріотоксичних / тератогенних ефектів.          |      |
| Група 5   | Немає адекватних та добре контрольованих досліджень впливів препарату на людей.                                                                                     |      |
| Група 6   | Немає адекватних та добре контрольованих досліджень впливів препарату на людей. Дослідження на тваринах виявили ембріотоксичні / тератогенні ефекти.                |      |
| Група 7   | Існує ризик, що препарат ембріотоксичний / тератогенний для людей, принаймні в першому триместрі.                                                                   |      |
| Група 8   | Існує ризик того, що препарат токсичний для плодів у другому та третьому триместрах.                                                                                |      |
| Група 9   | Існує ризик того, що препарат спричиняє пренатальні ускладнення та відхилення.                                                                                      |      |
| Група 10  | Існує ризик того, що препарат викликає специфічну гормональну дію на людський плід.                                                                                 |      |
| Група 11  | Є певний ризик того, що препарат є мутагеном / канцерогеном. |      |

## Категоризація вибраних речовин
Дані представлені лише для порівняльних та ілюстративних цілей, і, можливо, були замінені оновленими даними.
| Класифікація деяких речовин у різних країнах | Класифікація деяких речовин у різних країнах | Класифікація деяких речовин у різних країнах |
| Діюча речовина                               | Австралія                                    | США                                          |
| -------------------------------------------- | -------------------------------------------- | -------------------------------------------- |
| Ацетилсаліцилова кислота (аспірин)           | C                                            | D третій триместр                            |
| Амоксицилін                                  | A                                            | B                                            |
| Амоксицилін / клавуланова кислота            | B1                                           | B                                            |
| Цефотаксим                                   | B1                                           | B                                            |
| Диклофенак                                   | C                                            | D третій триместр                            |
| Isotretinoin                                 | X                                            | X                                            |
| Лефлуномід                                   | X                                            | X                                            |
| Loperamide                                   | B3                                           | C                                            |
| Парацетамол (ацетамінофен)                   | A                                            | C                                            |
| Paroxetine                                   | D                                            | D                                            |
| Фенітоїн                                     | D                                            | D                                            |
| Рифампіцин                                   | C                                            | C                                            |
| Талідомід                                    | X                                            | X                                            |
| Теофілін                                     | A                                            | C                                            |
| Temazepam                                    | C                                            | X                                            |
| Тетрациклін                                  | D                                            | D                                            |
| Триамцинолон (шкіра)                         | A                                            | C                                            |